# アントニオ・フィリッピーニ
アントニオ・フィリッピーニ（Antonio Filippini, 1973年7月3日 - ）は、イタリア・ブレシア出身の元サッカー選手。ポジションは主に右サイドMF、セントラルMF。エマヌエーレ・フィリッピーニは双子の弟で、キャリアを通じほぼ同じチームでプレーした。2023年現在はジェノア女子チームの監督を務めている。

## 略歴
ブレシアのユースを経て、トップに昇格するが、試合のベンチメンバー入りも無いまま、弟のエマヌエーレと共に3シーズン、オスピタレットに貸し出された。
1995-96シーズン、弟と共にブレシアへ複帰。兄弟揃ってブレシアファンの人気を集めた。1997-98シーズンにチームはセリエAに昇格、開幕節のインテル戦に先発し、兄弟揃ってセリエAの舞台を踏んだ。
2002-03シーズン、ローンで弟がパルマへと移籍することになり、パルマ対ブレシア戦で初の兄弟対決が実現し、試合はブレシアが3-4でで敗れた。
その後もラツィオ 、トレヴィーゾ、リヴォルノでそれぞれ兄と共にプレーしていた。2010-11シーズン、古巣のブレシアで現役を終えた。セリエA通算でも、ブレシアでも通算300試合以上に出場した。

## エピソード
ロナウド、ルイ・コスタの二人は、運動量が多いフィリッピーニ兄弟は2人ではなく、何人も居るかのように感じられ、対戦するのが嫌だったと話していた。特にロナウドは「悪夢」の様だったと話した。